# فاتو کانته
فاتو کانته (انگلیسی: Fatou Kanteh؛ زادهٔ ۲ ژوئیهٔ ۱۹۹۷) بازیکن فوتبال است.